# I See You (2019, film)
I See You är en amerikansk-brittisk kriminalfilm/skräckthrillerfilm från 2019. Filmen är regisserad av Adam Randall, från ett manus skrivet av Devon Graye. I rollerna syns bland annat Helen Hunt, Jon Tenney och Judah Lewis.

## Handling
Filmen handlar inledningsvis om hur en tioårig pojke vid namn Justin Whitter blir kidnappad av en helt okänd kraft, när han är ute och kör omkring med sin cykel. Strax efter denna händelse så blir en polis vid namn Greg Harper (med assistans av kollegan Spitzky) huvudansvarig för just detta fall, som är väldigt likt ett tidigare fall från det förflutna. Och det är just när Greg har tagit sig an detta fall, som underliga saker börjar hända hemma hos honom och hans minst sagt trassliga familj. Frågan är bara av vem...?

## Rollista
| Helen Hunt            | – Jackie Harper         |
| Jon Tenney            | – Greg Harper           |
| Owen Teague           | – Alec                  |
| Judah Lewis           | – Connor Harper         |
| Libe Barer            | – Mindy                 |
| Gregory Alan Williams | – Spitzky               |
| Erika Alexander       | – Löjtnant Moriah Davis |
| Allison King          | – Konstapel Grace Caleb |
| Adam Kern             | – Fönsterreparatör      |
| Jeremy Gladen         | – Tommy Braun           |
| Teri Clark            | – Mrs. Braun            |
| Nicole Forester       | – Mrs. Whitter          |
| Sam Trammell          | – Todd (okrediterad)    |